# 2004 год в авиации
Список событий в авиации в 2004 году.

## События
- 5 марта — снятие с вооружения палубного штурмовика Як-38 в связи с продажей последнего ТАКР проекта 1147 «Кречет».
- 13 августа — приказом Министра обороны Российской Федерации № 240, учреждена Медаль «За службу в Военно-воздушных силах».
- 20 сентября — первый полёт двухместного дирижабля Au-12M.[1]
- 20 октября — первый полёт лёгкого одномоторного самолёта МАИ-223 «Китёнок».[2]
- 7 декабря — первый полёт бразильского пассажирского самолёта Embraer-195.[3]
- 17 декабря — первый полёт регионального пассажирского самолёта Ан-148.
- 22 декабря — первый полёт украинского БПЛА дистанционного управления М-6 Жайвир.

### Авиакатастрофы
- 3 января — во время набора высоты упал в море, около Шарм-эш-Шейха, Боинг 737—300 авиакомпании Flash Airlines. Погибли все 148 человек находившиеся на борту.[4]
- 13 января — при заходе на посадку в Ташкенте разбился Як-40, выполнявший рейс из Самарканда. Погибли все 37 человек, находившиеся на борту.[5]
- 10 февраля — при заходе на посадку в Шардже разбился Фоккер F-50. Погибло 43 из 46 человек.[6]
- 19 ноября - Cessna 208B с 2 членами экипажами и 6 пассажиров разбился под Ступино.

## Персоны

### Скончались
- 8 августа — Колесов, Пётр Алексеевич, советский конструктор-двигателист. Лауреат Сталинской (1951) и двух Государственных (1971, 1979) премий.[7]